# Ponte della Maddalena (Napoli)

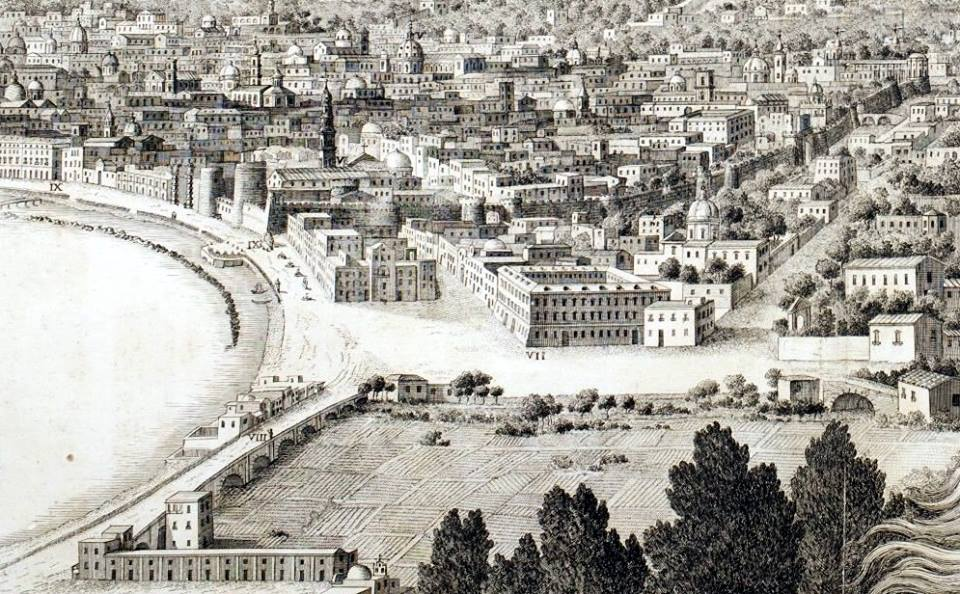
La zona del ponte della Maddalena nella mappa del duca di Noja, 1775.

Il ponte della Maddalena è uno degli antichi ponti della città di Napoli; è situato nella zona est della città, sull'omonima via.

## Storia

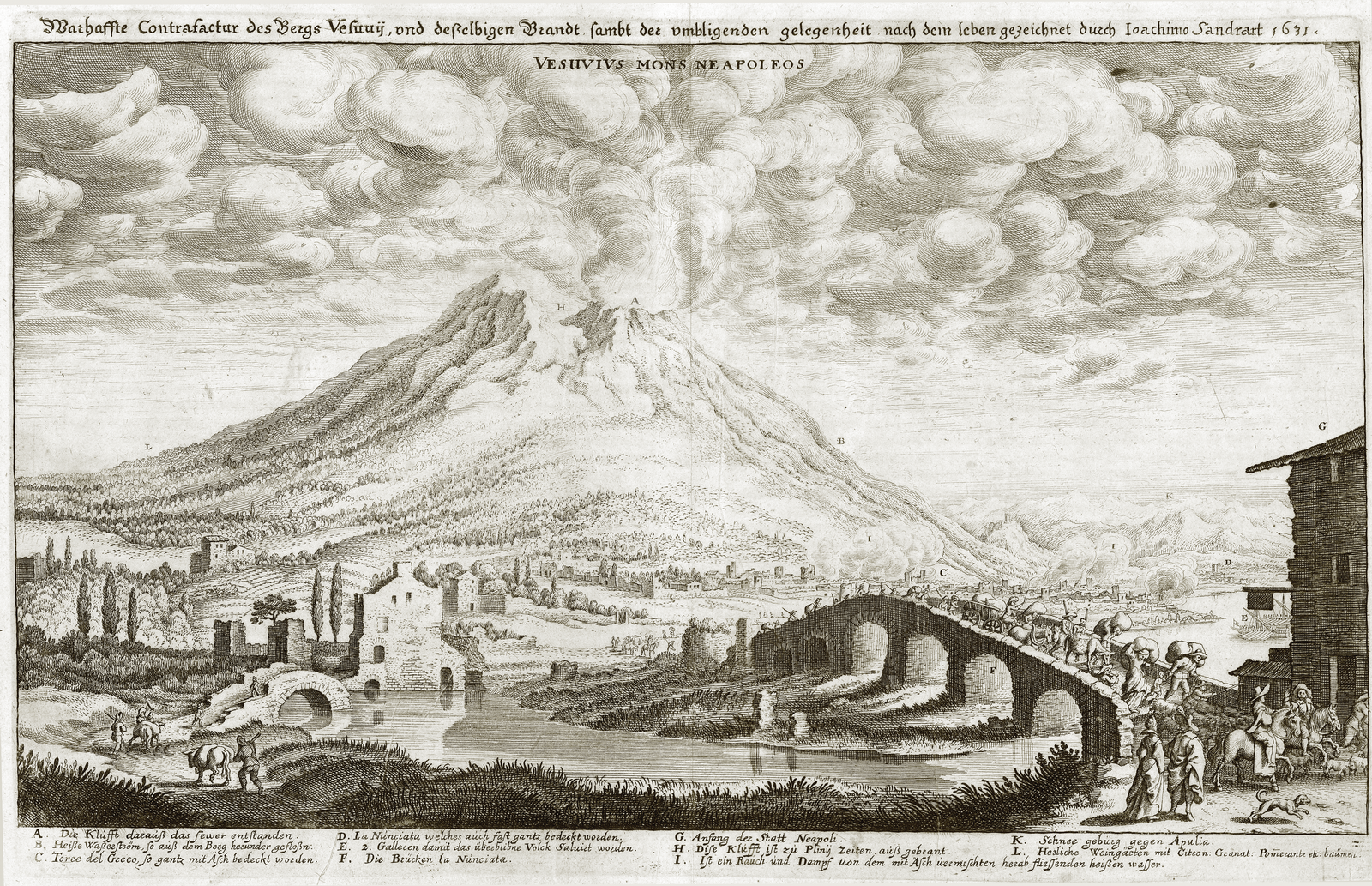
Acquaforte del ponte della Maddalena, con il fiume Sebeto, durante l'eruzione del Vesuvio del 1631.

Tutta la zona adiacente costituiva la foce del fiume Sebeto: un luogo alquanto acquitrinoso chiamato nel IX secolo territorium plagiense foris fluvium, a sud delimitato dal borgo di San Giovanni a Teduccio e a nord dalle mura di Napoli. Prima del ponte attuale, sono esistite varie altre strutture di collegamento.
In tempi antichi, vi era un ponte chiamato pons padulis (o più semplicemente il ponte secondo documenti medievali); in seguito, cambiò nome in ponte Guizzardo (riscontrabile sin dal XIII secolo) o Ricciardo o Licciardo, nomi le cui origini potrebbero spiegarsi con un collegamento all'assedio che fecero alla città nel 1078 Roberto il Guiscardo e Riccardo di Capua.
La denominazione della struttura attuale è tratta da una chiesa voluta nel XIV secolo in onore di Santa Maria Maddalena, nel XIX secolo affidata alla Congrega del Santissimo Rosario e oggi non più esistente.
La struttura è stata più volte vittima delle vicende storiche della città, dovendo subire poi numerosi restauri: ad esempio fu danneggiata nel 1528 durante l'assedio del maresciallo francese Lautrec, anche da un'alluvione nel 1556, tanto da essere interamente ricostruito (e ingrandito oltremodo, rispetto alla assai scarsa portata del Sebeto) grazie all'intervento monetario di tutte le province della nazione. Da questo momento in poi la struttura fu chiamata Ponte della Maddalena.
Fu restaurato sotto Carlo  di Borbone nel 1747, ma forse l'episodio che la danneggiò e/o la vide maggiormente protagonista, fu durante la Repubblica Partenopea del 1799.
Le truppe francesi del generale Championnet, appoggiate dai giacobini locali, entrarono a Napoli attraverso il ponte della Maddalena il 23 gennaio 1799 e venne proclamata la Repubblica Partenopea, ma, due settimane dopo, il Cardinale Ruffo sbarcato a Pizzo Calabro chiamò a raccolta tutti i paesi meridionali del Regno, per liberare la capitale; l'armata Sanfedista arrivò sul ponte della Maddalena all'alba del 13 giugno 1799, dove si unì con i Lazzari. La battaglia fu aspra e si verificarono forti scontri: si concluse con la ritirata francese.
Fu ancora restaurato e ribassato verso la fine del XIX secolo per permettere il transito delle nuove vetture tranviarie ed era visibile fino a poco prima di questo restauro la celebre colonna miliare di epoca romana con iscrizione latina, la quale affermava che da lì in poi mancavano 1283 miglia per Reggio Calabria. La colonna infatti era stata trasferita nel 1872 nel museo nazionale di San Martino.
Presso il ponte della Maddalena terminava il servizio omnibus concesso a Ladislao Paridant, il quale aveva ottenuto tale concessione nel 1875 dal Comune di Napoli, che venne in seguito rilevato dalla Société Anonyme de Tramways Napolitains (SATN) quale tratta iniziale della tranvia Napoli-Portici-Torre del Greco. Il servizio venne inaugurato il 28 agosto 1876 e strutturato in maniera atipica, con le corse da piazza San Ferdinando (in seguito rinominata piazza Trieste e Trento) al confine detto "dei Granili", in via Reggia di Portici, effettuate con normali vetture omnibus cui venivano sostituite le ruote per proseguire in modalità tranviaria fino a Portici.

## Composizione
Il ponte è formato da cinque grandi arcate con quella centrale più ampia rispetto alle altre.
Sul ponte si trovano due grandi edicole sacre in piperno. La prima, posta sulla destra, è dedicata a San Gennaro, la cui statua, disegnata da Francesco Celebrano ed eseguita da un suo allievo su iniziativa di padre Gregorio Maria Rocco per la scampata grande eruzione del Vesuvio del 1767 mostra un braccio steso verso il vulcano, a mo' di ordine, dal momento che la lava si fermò a poca distanza dal ponte grazie all'intercessione del Patrono. La statua fu qui collocata nel 1768.
Quella di sinistra, attualmente inglobata in un edificio, è dedicata a San Giovanni Nepomuceno, protettore dalle alluvioni e dagli annegamenti. La sua statua fu collocata all'inizio del ponte nel 1731 per la devozione della viceregina, in occasione dei lavori che suo marito, il viceré austriaco conte di Harrach, promosse sul litorale. Infatti fu lui a volere la strada della Marinella, la quale partendo dal castello del Carmine arrivava al ponte costeggiando il Borgo Loreto e la caserma di cavalleria del Vanvitelli.
La conformazione delle edicole è alquanto simile, formate da colonne di marmo bianco e frontone triangolare. La loro costruzione omologò stilisticamente ed esteticamente l'ingresso alla struttura. Oggi il ponte non è più riconoscibile in quanto tale, poiché il fiume Sebeto (storicamente privo d'acqua) già da tempo è stato interrato.